# Увійдіть, стражденні!
«Увійдіть, стражденні!» — радянський художній фільм 1987 року, знятий на Кіностудії ім. О. Довженка.

## Сюжет
На березі дивного озера, що загубилося в пісках Казахстану, стояли чотири міцних будиночка, пов'язаних між собою смугою городів. Тут жили відлюдники: дід Матвій, баба Верунья, Маруся і Льоня. Жили в ладах з природою і були щасливі. Але одного разу Сьомий Гурт відвідали прибульці — заблукалі московські вчені — і мимоволі порушили хід життя тихої обителі…

## У ролях
- Григорій Гладій — Авнер Авдєєв, еколог
- Борис Хмельницький — Гелій, геофізик
- Алла Одінг — Іветта Зяблова, ботанік
- Світлана Князєва — Маруся
- Олександр Ігнатуша — Льоня, пастух
- Анатолій Венгржиновський — Матвій Гуртов
- Любов Кузьміна — Верунья (Віра Степанівна)
- Берди Аширов — епізод

## Знімальна група
- Режисер-постановник — Леонід Осика
- Сценаристи — Анатолій Ткаченко, Леонід Осика
- Оператор-постановник — Валерій Башкатов
- Композитор — Володимир Губа
- Художник-постановник — Петро Слабинський